# مد من
مد مِن یا مردان مد (به انگلیسی: Mad Men) نام یک سریال آمریکایی با سبک درام است. کارگردان و سازندهٔ اختصاصی این سریال ماتیو واینر است. این مجموعه که اولین بار ۱۹ ژوئیه ۲۰۰۷ روی آنتن رفت، با هفت فصل و ۹۲ قسمت در ۱۷ ماه مه ۲۰۱۵ به پایان رسید. شش فصلِ ابتداییِ مردان مَد، هر کدام از ۱۳ قسمت تشکیل شده بودند. اما فصل هفتم در دو بخشِ هفت قسمتی پخش شد. داستان سریال مربوط به یک بنگاه تبلیغاتی به اسم استرلینگ کوپر در خیابان مدیسون در شهر نیویورک دههٔ ۱۹۶۰ است. مد مِن اصطلاحی بود که برای توصیف مدیران شرکت‌های تبلیغاتی در خیابان مدیسون در اواخر دههُ ۵۰ توسط خودشان ایجاد خیابان مدیسون بود. از همین رو اسم مجموعه مردان مَد (مخفف مدیسون) انتخاب شده‌است.
Mad Men در آژانس تبلیغاتی تخیلی استرلینگ کوپر در خیابان مدیسون در منهتن، شهر نیویورک شروع می‌شود و در شرکت جدید Sterling Cooper Draper Pryce (که بعداً Sterling Cooper & Partners نام گرفت) در نزدیکی Time-Life Building در 1271 Sixth Avenue ادامه می‌دهد. طبق قسمت آزمایشی، عبارت «Mad Men» یک اصطلاح عامیانه بود که در دهه ۱۹۵۰ توسط تبلیغ‌کنندگانی که در خیابان مدیسون کار می‌کردند برای اشاره به خودشان ابداع شد، «Mad» مخفف «Madison» است (در واقع، تنها استفاده مستند از عبارت از آن زمان ممکن است در نوشته‌های جیمز کلی، مدیر تبلیغات و نویسنده در اواخر دهه ۱۹۵۰ باشد)

## خلاصه داستان
شخصیت اصلی سریال، مدیر تبلیغاتی کاریزماتیک دان دریپر (با بازی جان هام) است که در ابتدا کارگردان خلاق با استعداد در استرلینگ کوپر است. او نامنظم و مرموز است اما به‌طور گسترده در سراسر جهان تبلیغات به عنوان یک نابغه شناخته می‌شود. برخی از معروف‌ترین کمپین‌های تبلیغاتی تاریخ ساخته‌های او هستند. بعداً، دان یکی از شرکای مؤسس استرلینگ کوپر دریپر پرایس می‌شود، اما مبارزه‌ای را آغاز می‌کند زیرا هویت بسیار حساب شده‌اش در یک دوره افول قرار می‌گیرد. داستان این نمایش به دنبال افراد در زندگی شخصی و حرفه ای اوست. همان‌طور که سریال پیشرفت می‌کند، حالات و آداب اجتماعی در حال تغییر ایالات متحده در طول دهه ۱۹۶۰ و اوایل دهه ۱۹۷۰ را به تصویر می‌کشد.

## نظرات وافتخارات

### نظر منتقدان
Mad Men به دلیل نویسندگی، بازیگری، کارگردانی، سبک بصری و اصالت تاریخی خود تحسین گسترده منتقدان را دریافت کرد.

### جوایز
این سریال جوایز بسیاری از جمله ۱۶ جایزه امی و پنج گلدن گلوب دریافت کرد. این نمایش همچنین اولین سریال کابلی پایه‌ای بود که جایزه امی را برای سریال‌های درام برجسته دریافت کرد؛فصلهای اول این سریال از سال ۲۰۰۸تا۲۰۱۱ پشت سر هم برنده این جایزه شد. این سریال به‌طور گسترده به عنوان یکی از بهترین سریال‌های تلویزیونی تمام دوران و به عنوان بخشی از عصر طلایی تلویزیون در اوایل قرن بیست و یکم در نظر گرفته می‌شود.

## اپیزودها
| سیزن            | اپیزود | آغاز ساخت     | پایان ساخت    | دورهٔ تاریخی (در سریال)         |
| --------------- | ------ | ------------- | ------------- | ------------------------------ |
| فصل ۱           | ۱۳     | ۱۹ ژوئیه ۲۰۰۷ | ۱۸ اکتبر ۲۰۰۷ | مارس ۱۹۶۰ تا ۲۳ نوامبر ۱۹۶۰    |
| فصل ۲           | ۱۳     | ۲۷ ژوئیه ۲۰۰۸ | ۲۶ اکتبر ۲۰۰۸ | ۱۴ فوریهٔ ۱۹۶۲ تا اکتبر ۱۹۶۲    |
| فصل ۳           | ۱۳     | ۱۶ اوت ۲۰۰۹   | ۸ نوامبر ۲۰۰۹ | تابستان ۱۹۶۳ تا ۱۶ دسامبر ۱۹۶۳ |
| فصل ۴           | ۱۳     | ۲۵ ژوئیه ۲۰۱۰ | ۱۷ اکتبر ۲۰۱۰ | نوامبر ۱۹۶۴ تا ۱۲ اکتبر ۱۹۶۵   |
| فصل ۵           | ۱۳     | ۲۵ مارس ۲۰۱۲  | ۱۰ ژوئن ۲۰۱۲  |                                |
| فصل ۶           | ۱۳     | ۷ آوریل ۲۰۱۳  | ۲۳ ژوئن ۲۰۱۳  |                                |
| فصل ۷ (بخش اول) | ۷      | ۱۳ آوریل ۲۰۱۴ | ۲۵ مه ۲۰۱۴    |                                |
| فصل ۷ (بخش دوم) | ۷      | ۵ آوریل ۲۰۱۵  | ۱۷ مه ۲۰۱۵    |                                |